# Dommary-Baroncourt
Dommary-Baroncourt est une commune française située dans le département de la Meuse, en région Grand Est.

## Géographie

### Hydrographie

#### Réseau hydrographique
La commune est traversée par la ligne de partage des eaux entre les bassins versants du Rhin et de la Meuse au sein du bassin Rhin-Meuse. Elle est drainée par l'Othain, le ruisseau du Dehoury et le ruisseau du Ruche,.
L'Othain, d'une longueur de 67 km, prend sa source dans la commune de Gondrecourt-Aix et se jette  dans la Chiers à Montmédy, après avoir traversé 25 communes. 

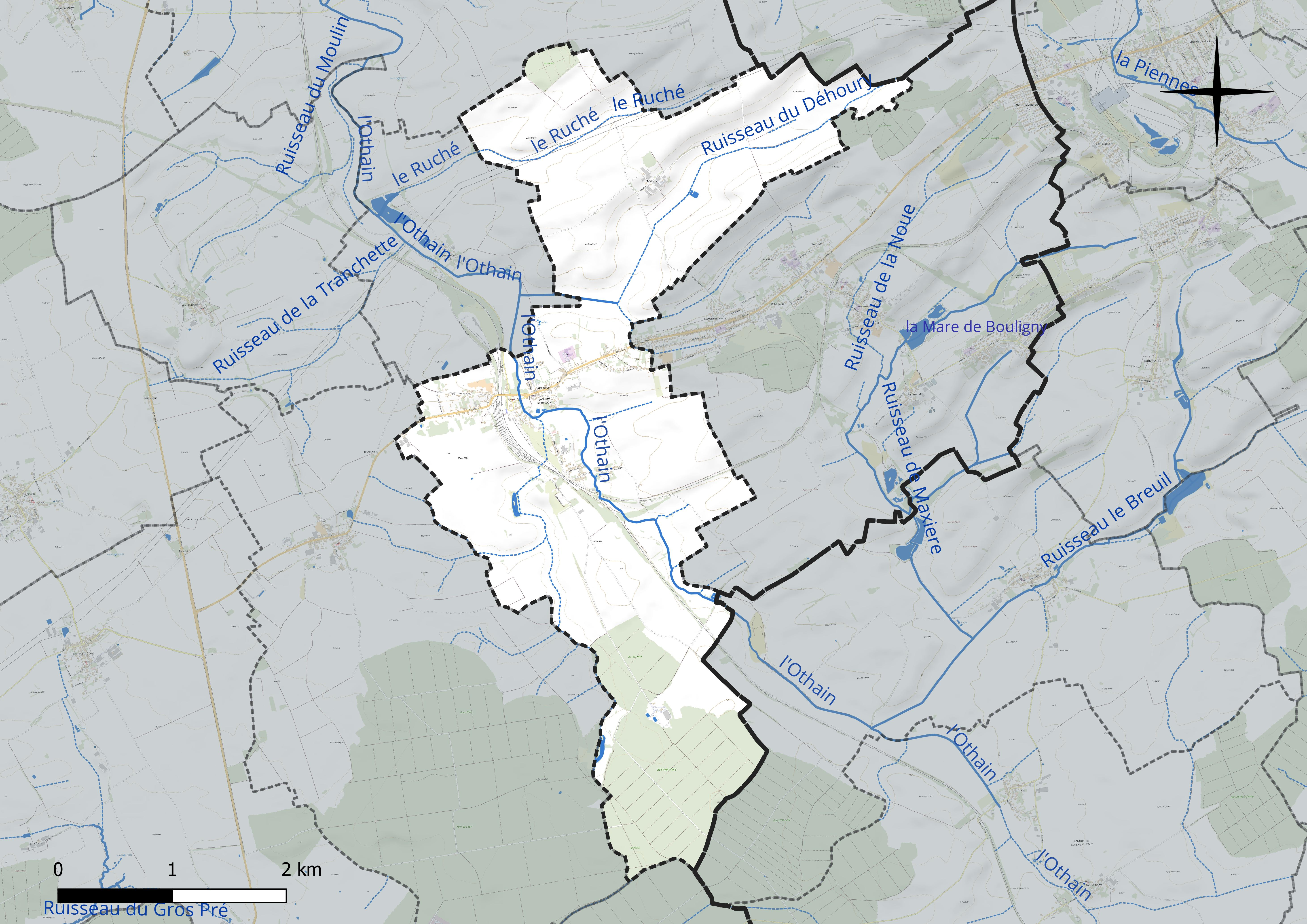
Réseau hydrographique de Dommary-Baroncourt.

#### Gestion et qualité des eaux
Le territoire communal est couvert par le schéma d'aménagement et de gestion des eaux (SAGE) « Bassin ferrifère ». Ce document de planification concerne le périmètre des anciennes galeries des mines de fer, des aquifères et des bassins versants hydrographiques associés qui s’étend sur 2 418 km2. Les bassins versants concernés sont celui de la Chiers en amont de la confluence avec l'Othain, et ses affluents (la Crusnes, la Pienne, l'Othain), celui de l'Orne et ses affluents et celui de la Fensch, le Veymerange, la Kiesel et les parties françaises du bassin versant de l'Alzette et de ses affluents (Kaylbach, ruisseau de Volmerange). Il a été approuvé le 27 mars 2015. La structure porteuse de l'élaboration et de la mise en œuvre est la région Grand Est. 
La qualité des cours d’eau peut être consultée sur un site dédié géré par les agences de l’eau et l’Agence française pour la biodiversité. 

### Climat
Pour des articles plus généraux, voir Climat du Grand Est et Climat de la Meuse.
En 2010, le climat de la commune est de type climat des marges montargnardes, selon une étude du Centre national de la recherche scientifique s'appuyant sur une série de données couvrant la période 1971-2000. En 2020, Météo-France publie une typologie des climats de la France métropolitaine dans laquelle la commune est dans une zone de transition entre le climat océanique altéré et le climat océanique altéré et est dans la région climatique  Lorraine, plateau de Langres, Morvan, caractérisée par un hiver rude (1,5 °C), des vents modérés et des brouillards fréquents en automne et hiver. 
Pour la période 1971-2000, la température annuelle moyenne est de 9,6 °C, avec une amplitude thermique annuelle de 16,3 °C. Le cumul annuel moyen de précipitations est de 913 mm, avec 13,2 jours de précipitations en janvier et 9,4 jours en juillet. Pour la période 1991-2020, la température moyenne annuelle observée sur la station météorologique de Météo-France la plus proche, « Rouvres-en-woevre », sur la commune de Rouvres-en-Woëvre à 8 km à vol d'oiseau, est de 10,8 °C et le cumul annuel moyen de précipitations est de 668,3 mm. 
La température maximale relevée sur cette station est de 40,2 °C, atteinte le 24 juillet 2019 ; la température minimale est de −15,4 °C, atteinte le 7 février 2012,,. 
Les paramètres climatiques de la commune ont été estimés pour le milieu du siècle (2041-2070) selon différents scénarios d'émission de gaz à effet de serre à partir des nouvelles projections climatiques de référence DRIAS-2020. Ils sont consultables sur un site dédié publié par Météo-France en novembre 2022.

## Urbanisme

### Typologie
Au 1er janvier 2024, Dommary-Baroncourt est catégorisée bourg rural, selon la nouvelle grille communale de densité à sept niveaux définie par l'Insee en 2022.
Elle appartient à l'unité urbaine de Bouligny, une agglomération intra-départementale regroupant deux  communes, dont elle est une commune de la banlieue,,. La commune est en outre hors attraction des villes,.

### Occupation des sols
L'occupation des sols de la commune, telle qu'elle ressort de la base de données européenne d’occupation biophysique des sols Corine Land Cover (CLC), est marquée par l'importance des territoires agricoles (79,1 % en 2018), en diminution par rapport à 1990 (81,2 %). La répartition détaillée en 2018 est la suivante :
terres arables (56,2 %), prairies (20,8 %), forêts (14,2 %), zones industrielles ou commerciales et réseaux de communication (4 %), zones urbanisées (2,7 %), zones agricoles hétérogènes (2,1 %). L'évolution de l’occupation des sols de la commune et de ses infrastructures peut être observée sur les différentes représentations cartographiques du territoire : la carte de Cassini (XVIIIe siècle), la carte d'état-major (1820-1866) et les cartes ou photos aériennes de l'IGN pour la période actuelle (1950 à aujourd'hui).

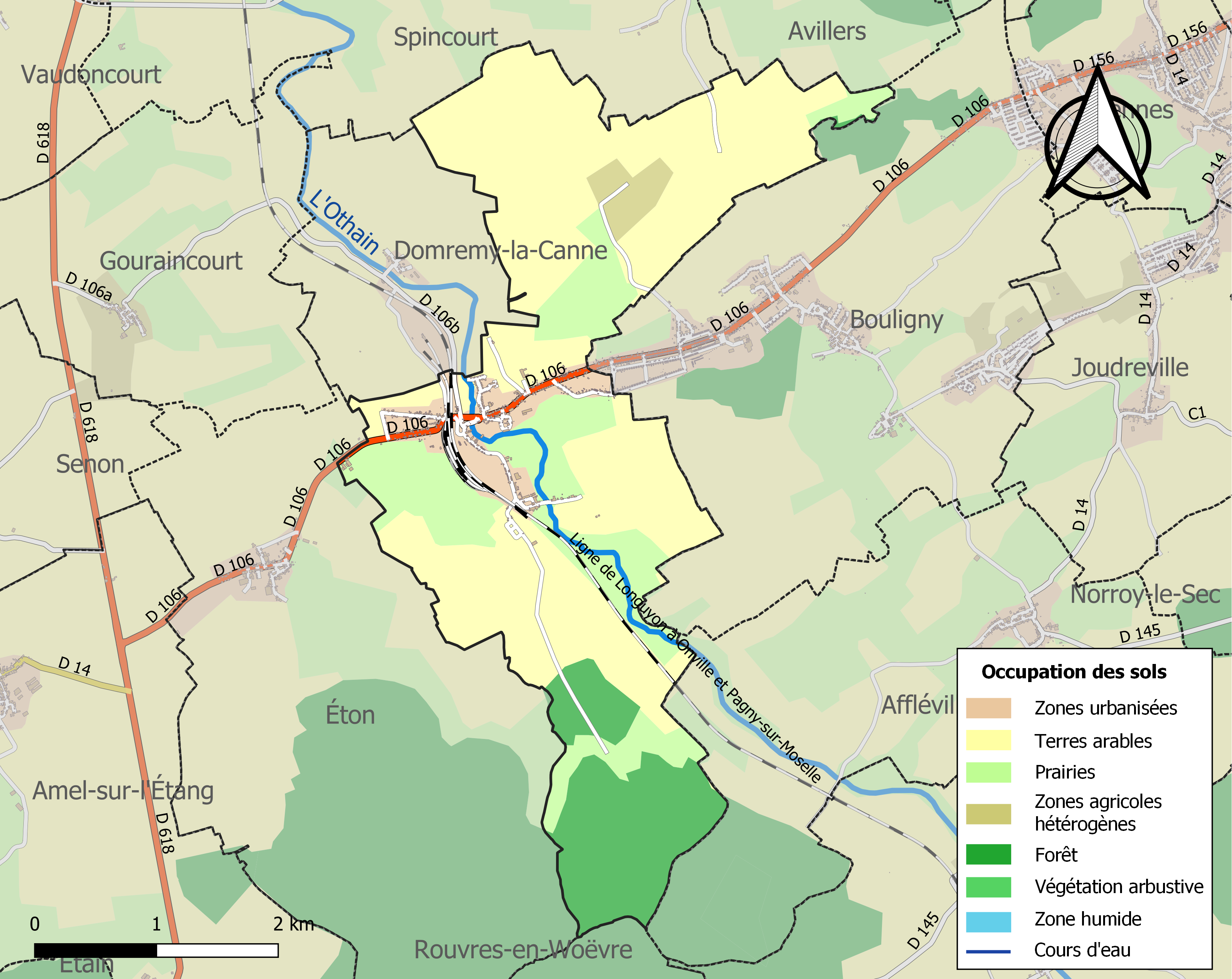
Carte des infrastructures et de l'occupation des sols de la commune en 2018 (CLC).

## Toponymie
Ces deux anciens hameaux faisaient partie de la châtellenie de Bouvigny, commune aujourd'hui disparue en tant que telle mais connue sous la dénomination des « fermes de Bouvigny ».
Dommary est attesté sous les formes Domna-Maria (1049) ; Inter Baronis-Curtem et Domnam-Mariam (1125) ; Domp-Marie (1571) ; Dommery, Dommereyum (1642) ; Dammarie (1656) ; Dommarie (1700) ; Dom-Marie (1749).

Dommary est un hagiotoponyme caché qui fait référence à sainte Marie, la mère de Jésus de Nazareth.

Du bas latin Domna et Maria « sainte Marie ».
Un seul regroupement a été trouvé Domnam-Mariam et Inter Baronis-curtem vers 1125.

Baroncourt est attesté sous les formes Baronis-curtis (Xe siècle) ; Alodium in Baroniscurte (1124) ; Inter Baronis-curtem et Domnam-Mariam (1125) ; Baruncourt (1177) ; Baroncourt (1292) ; Baronis-castrum (XIIe siècle) ; Baronis-curia (1749).

## Histoire
La rumeur ou l'imagination enfantine signalerait l'existence d'un tunnel secret entre les emplacements du château de Bouvigny et de l'ancienne église de Dommary ou de l'ancien moulin de Baroncourt. Ce dernier semblerait plus logique, le moulin et le château étant sur la même rive de l'Othain.
Avant 1790, Dommary et Bouvigny faisaient partie de la doyenné d'Amel (decanatus christianitatis de Amella) sans aucune mention de Baroncourt. En 1898, la commune de Dommary-Baroncourt est créée avec la fusion des lieudits de Bouvigny, de Dommary et de Baroncourt.
À la fin du XIXe siècle, une gare est construite avec un triage relativement important qui servit à la desserte de la mine locale (puits III) d'extraction du fer (minette) et de la ligne de chemin de fer menant aux puits du bassin de Landres.
Bouligny, mine d'Amermont-Dommary et mine de Joudreville
Joudreville, mine du nord-est
Piennes, mine de la Mourière
Landres, mine de Landres
Mont-Bonvillers, mine de Murville
La gare de Baroncourt est toujours en activité ; elle est la seule gare meusienne de la ligne SNCF reliant Nancy à Longwy.

## Politique et administration
| Période                                  | Période   | Identité                                        | Étiquette | Qualité |
| ---------------------------------------- | --------- | ----------------------------------------------- | --------- | ------- |
| Les données manquantes sont à compléter. |           |                                                 |           |         |
|                                          | 1825      | François Pierson                                |           |         |
| 1825                                     | 1836      | Claude Antoine                                  |           |         |
| 1836                                     | 1840      | François-Désiré Collin                          |           |         |
| 1840                                     | 1848      | Jean-Baptiste Didry                             |           |         |
| 1849                                     | 1851      | Jacques Larnelle                                |           |         |
| 1852                                     | 1854      | Alexandre Collin                                |           |         |
| 1854                                     | 1859      | François-Nicolas Antoine                        |           |         |
| 1860                                     | 1866      | Jean-Baptiste Didry                             |           |         |
| 1866                                     | 1884      | François Garand                                 |           |         |
| 1884                                     | 1889      | Anatole Didry                                   |           |         |
| 1889                                     | 1892      | François Garand                                 |           |         |
| 1892                                     | 1893      | Jacques Robin                                   |           |         |
| 1893                                     | 1899      | Victor-Alexandre Collin                         |           |         |
| 1899                                     | 1900      | Émile-Louis-Philippe Wall                       |           |         |
| 1900                                     |           | Jules Bernard                                   |           |         |
| Les données manquantes sont à compléter. |           |                                                 |           |         |
| 1983                                     | 1989      | Charles Fischbach                               |           |         |
| mars 1989                                | mars 2001 | René Diebold                                    |           |         |
| mars 2001                                | En cours  | Christophe Caput Réélu pour le mandat 2020-2026 | PS        |         |

## Population et société

### Démographie

#### Évolution démographique
L'évolution du nombre d'habitants est connue à travers les recensements de la population effectués dans la commune depuis 1793. Pour les communes de moins de 10 000 habitants, une enquête de recensement portant sur toute la population est réalisée tous les cinq ans, les populations de référence des années intermédiaires étant quant à elles estimées par interpolation ou extrapolation. Pour la commune, le premier recensement exhaustif entrant dans le cadre du nouveau dispositif a été réalisé en 2007.

En 2022, la commune comptait 745 habitants, en évolution de −0,8 % par rapport à 2016 (Meuse : −4,4 %, France hors Mayotte : +2,11 %).
| 1793 | 1800 | 1806 | 1821 | 1831 | 1836 | 1841 | 1846 | 1851 |
| ---- | ---- | ---- | ---- | ---- | ---- | ---- | ---- | ---- |
| 166  | 180  | 143  | 215  | 179  | 180  | 167  | 169  | 171  |

| 1856 | 1861 | 1866 | 1872 | 1876 | 1881 | 1886 | 1891 | 1896 |
| ---- | ---- | ---- | ---- | ---- | ---- | ---- | ---- | ---- |
| 172  | 151  | 154  | 131  | 145  | 188  | 191  | 211  | 195  |

| 1901 | 1906 | 1911 | 1921 | 1926 | 1931  | 1936  | 1946  | 1954  |
| ---- | ---- | ---- | ---- | ---- | ----- | ----- | ----- | ----- |
| 207  | 381  | 500  | 544  | 847  | 1 001 | 1 075 | 1 027 | 1 117 |

| 1962  | 1968  | 1975  | 1982 | 1990 | 1999 | 2006 | 2007 | 2012 |
| ----- | ----- | ----- | ---- | ---- | ---- | ---- | ---- | ---- |
| 1 312 | 1 124 | 1 015 | 825  | 705  | 705  | 806  | 821  | 790  |

| 2017 | 2022 | - | - | - | - | - | - | - |
| ---- | ---- | - | - | - | - | - | - | - |
| 737  | 745  | - | - | - | - | - | - | - |

- en 1905 : 381 habitants.
- vers 1804 : 174 habitants.
- en 1750 : à Dommary, 14 feux, à Baroncourt, 8 feux, à Bouvigny, 7 feux.
- en 1701 : 21 citoyens actifs.

## Culture locale et patrimoine

### Lieux et monuments
- Nouvelle église Sainte-Thérèse à Baroncourt, construite en 1931.
- Ancienne église Saint-Mansuy à Dommary, construite vers 1122, détruite en 1974.
- Ancienne église à Bouvigny, détruite.

### Héraldique
| Blason | Blasonnement : D'argent à trois pals alésés et fichés de sable. |